# Tote Fernández
José Antonio Fernández Martínez, conocido en redes sociales como Tote Fernández, (3 de enero de 1996, Murcia) es un exfutbolista, modelo e influencer español.

## Carrera
José Antonio desarrolló desde una temprana edad su carrera en el fútbol, jugando en diversos equipos locales en Murcia, entre ellos el Real Murcia, en el que compitió durante once años, y posteriormente compitiendo en Islandia. Tras una grave lesión se vio obligado a retirarse del mundo del deporte.
Tras abandonar el fútbol no sabía que hacer a partir de entonces con su vida, hasta que descubrió su interés por la moda y comenzó a investigar su expresión de género, interesándose por el maquillaje o prendas de ropa asociadas a la feminidad. En 2021 participó en el reality show de Mtmad Para toda la vida. The Bachelorette.
En numerosas ocasiones José Antonio se ha mostrado crítico con los roles de género impuestos a los hombres por parte de la sociedad, así como con el ambiente de masculinidad obligatoriay de masculinidad frágil presente en el fútbol masculino, que impone una serie de normas y requisitos sobre los hombres para interpretar una masculinidad hegemónica y no ser rechazados por los demás.
Desde 2024 es copresentador del podcast ¡Qué Hombres! junto con el pianista Mario Marzo, que comenzó su emisión el 21 de abril desde ese mismo año. El podcast se centra en la evolución de la masculinidad con el paso de los años, la creación de nuevas masculinidades y los procesos de deconstrucción de actitudes tóxicas asociadas a la masculinidad, contando además con invitados como Ander Puig o Paul Thin.

## Vida personal
José Antonio Fernández es un hombre heterosexual. Desde 2023 es pareja de la también influencer de moda Samantha Constantini.